# DeLisha Milton-Jones
DeLisha Lachell Milton, coniugata Jones (Riceboro, 11 settembre 1974), è un'ex cestista e allenatrice di pallacanestro statunitense, professionista nella ABL e nella WNBA.

## Carriera
È stata selezionata dalle Los Angeles Sparks al primo giro del Draft WNBA 1999 (4ª scelta assoluta).
Con gli Stati Uniti ha disputato due edizioni dei Giochi olimpici (Sydney 2000, Pechino 2008), tre dei Campionati mondiali (1998, 2002, 2006) e i Campionati americani del 2007.
Nell'aprile 2020 è stata nominata allenatrice della Old Dominion University.

## Palmarès
- Campionessa WNBA (2001, 2002)